# Județ de Tulcea
Tulcea est un județ de Roumanie en Dobrogée, au sud-est du pays, à la frontière avec l'Ukraine, sur les bords de la mer Noire.

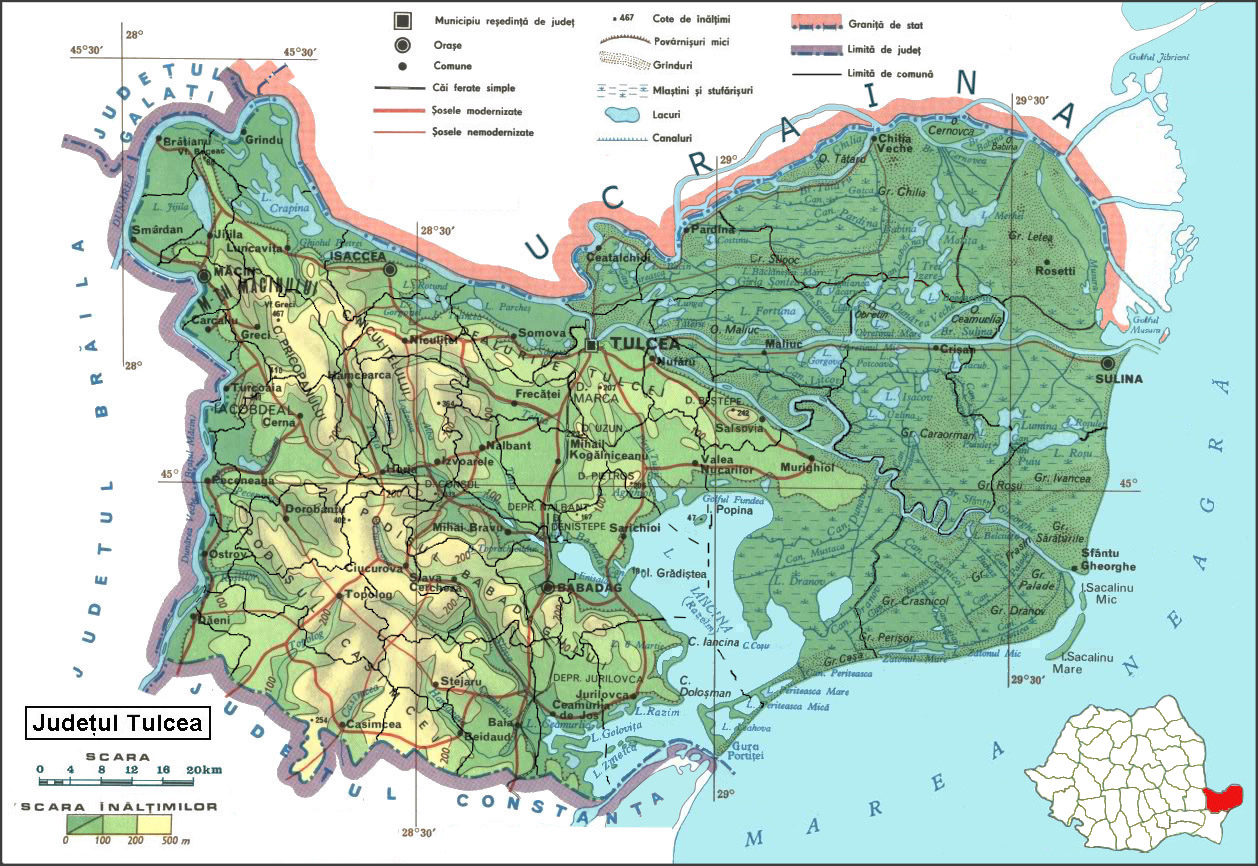
Le județ de Tulcea.

Le chef-lieu est Tulcea.

## Liste des municipalités, villes et communes
Le județ compte une municipalité, quatre villes et 44 communes.

### Municipalité
(population en 2011)
- Tulcea (73 707)

### Villes
(population en 2011)
- Babadag (8 940)
- Măcin (8 245)
- Isaccea (5 026)
- Sulina (3 663)

### Communes
(De gauche à droite et de haut en bas sur la carte)
- Brătianu
- Grindu
- Luncaviţa (Văcăreni)
- Somova
- Ceatalchioi
- Pardina
- Chilia Veche
- Rosetti
- Smârdan
- Jijila
- Măcin
- Carcaliu
- Greci
- Niculiţel
- Nufăru
- Maliuc
- Crișan
- Turcoaia
- Cerna
- Hamcearca
- Izvoarele (Valea Teilor)
- Frecăţei
- Mahmudia (Salsovia ou Beștepe)
- Peceneaga
- Horia
- Nalbant
- Kogălniceanu
- Valea Nucarilor
- Ostrov
- Dorobanţu
- Ciucurova
- Mihai Bravu
- Sarichioi
- Murighiol
- Topolog
- Slava Cercheză
- Sfântu Gheorghe
- Dăeni
- Casimcea
- Stejaru
- Beidaud
- Baia
- Ceamurlia
- Jurilovca.

## Géographie

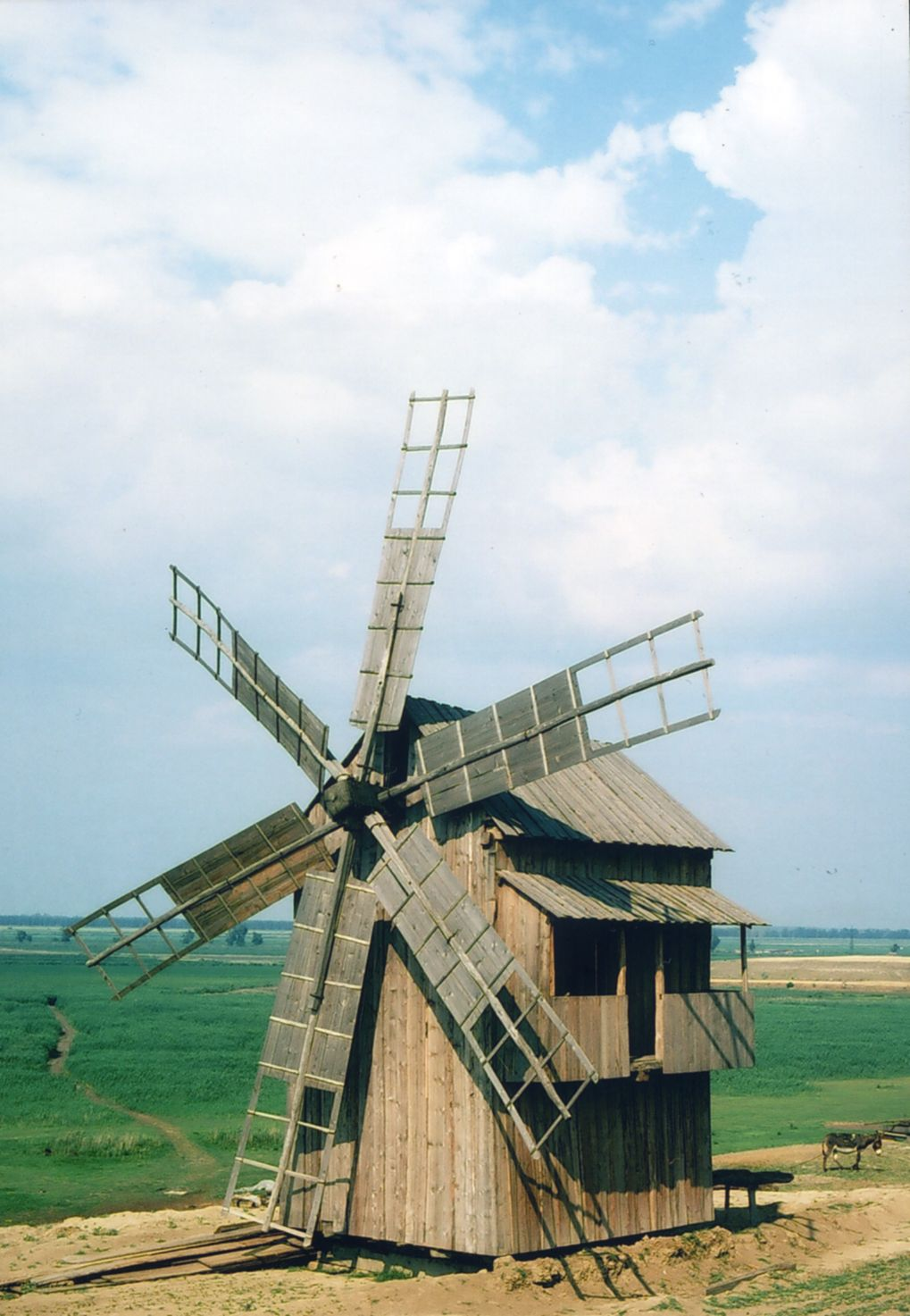
Ancien moulin en bois à Letea, dans le delta du Danube

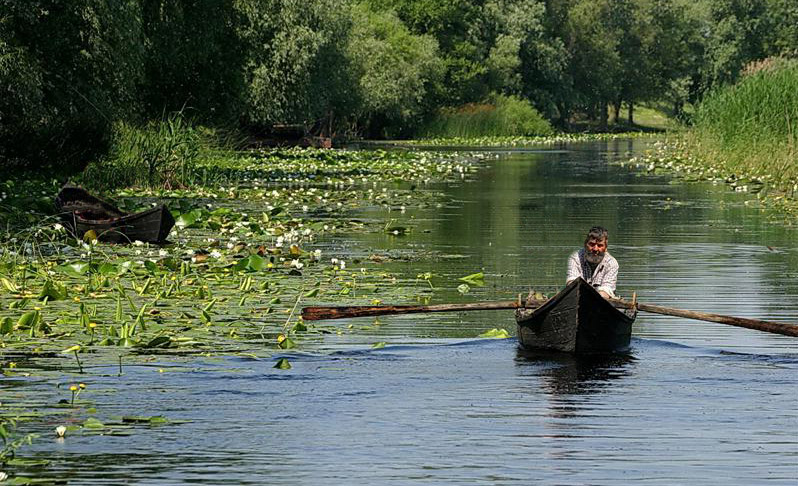
Pêcheur lipovène dans une lotca traditionnelle.

Le relief du județ de Tulcea culmine à 467 m.: il s'agit d'un massif ancien hercynien, d'âge paléozoïque, couvert de forêts d'acacia productrices de miel, qui émerge d'un plateau lœssique sculpté par l'érosion au pléistocène, couvert de prairies steppiques propices à l'élevage ovin, développé dans la région. À l'ouest, au nord et à l'est, le Județ de Tulcea est entouré d'eau : Danube à l'ouest et au nord, Mer Noire et ses limans à l'est. Mais les petites rivières et fleuves qui s'y déversent, ont un régime irrégulier, d'étiage estival, car la pluviosité du județ est la moins abondante de toute la Roumanie.
Les trois quarts du Delta du Danube font partie du județ de Tulcea (le dernier quart est ukrainien). Le Delta et les limans, qui sont partiellement protégés par une réserve de biosphère de 2 733 km², inscrite au Patrimoine mondial de l'UNESCO, représentant pour le județ une importante source de revenus touristiques et halieutiques. C'est aussi un conservatoire de traditions maritimes, où fonctionnent les derniers chantiers navals artisanaux capables de construire des embarcations traditionnelles en bois, telles que les mahonnes (grosses baleinières capables de ramener d'énormes esturgeons dont certains atteignent la tonne) ou les lotca (barque aux pointes relevées capable de fendre les roseaux et que l'on peut mâter et voiler à volonté).

## Démographie

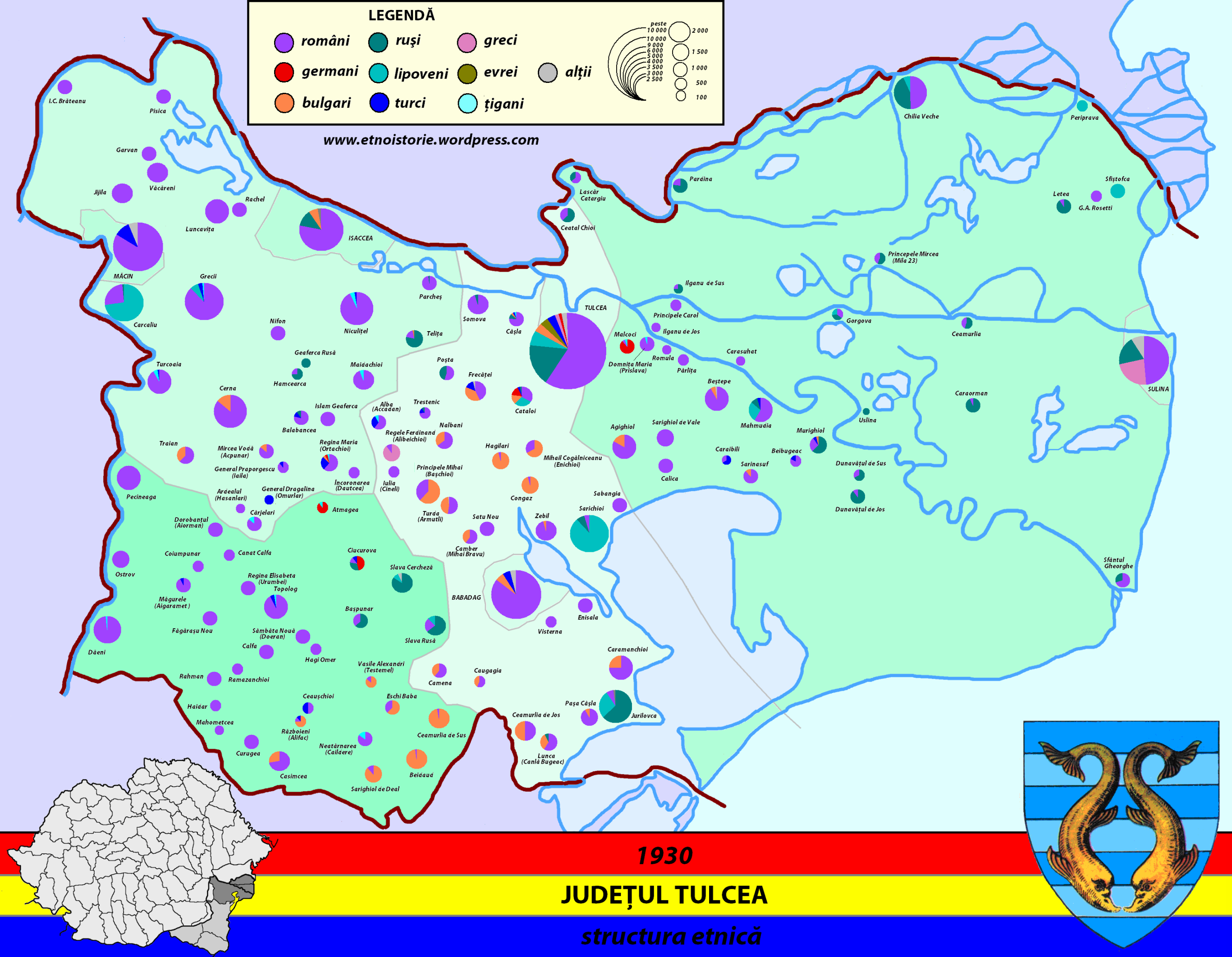
Structure ethnique du județ en 1930.

La population du județ de Tulcea est composée de Roumains de quatre origines différentes :
- autochtones, dits « Diciens » (Dicieni) ;
- de Transylvanie, dits « Mocans » (Mocani), venus ici au Moyen Âge en transhumant avec leurs troupeaux depuis les Carpates ;
- de Bessarabie, dits « Moldaves » (Moldoveni ), venus ici en 1812 pour fuir l'annexion de leur région par l'Empire russe et particulièrement le rétablissement du servage (le hospodar de Moldavie, Constantin Mavrocordato l'y avait aboli en 1749, mais les Tsars russes l'ont rétabli en 1812 pour encore cinquante ans) ;
- de Macédoine, dits « Aroumains » (Aromâni ou Machedoni), venus ici à partir de 1913 mais surtout après 1940, à l'occasion d'échanges de populations avec la Grèce et la Bulgarie.

Plusieurs minorités ethniques vivent également dans le județ.
- Grecs, dont 1 500 Pontiques, présents depuis l'Antiquité ;
- Romaniotes, juifs initialement hellénophones, attestés depuis l'époque byzantine ;
- Bulgares, attestés ici depuis 817 ;
- Tatars, attestés ici depuis 1224 ;
- Arméniens, attestés dès le Moyen Âge ;
- Turcs, venus après la conquête ottomane au XVe siècle (leur capitale culturelle est Babadag) ;
- Roms, attestés à partir du XVIe siècle, et dont certains sont des Çingene turcophones et musulmans ;
- Tcherkesses, venus à l'époque ottomane au XVIIIe siècle ;
- Lipovènes, fidèles de l'Église orthodoxe vieille-ritualiste lipovène, descendant de Russes ayant fui les persécutions religieuses en 1772 ;

| Ethnicité  | 1930    | 1930    | 2002    | 2002    | 2011    | 2011   |
| ---------- | ------- | ------- | ------- | ------- | ------- | ------ |
| Roumains   | 115 276 | 62,6 %  | 230 843 | 90,0 %  | 180 496 | 84,7 % |
| Lipovènes  | 22 378  | 12,2 %  | 16 350  | 6,4 %   | 10 342  | 4,9 %  |
| Bulgares   | 19 510  | 10,6 %  | 61      | -       | 23      | -      |
| Turcs      | 4 634   | 2,5 %   | 3 334   | 1,3 %   | 1 674   | 0,8 %  |
| Grecs      | 3 127   | 1,7 %   | 1 680   | 0,7 %   | 1 181   | 0,6 %  |
| Allemands  | 2 418   | 1,3 %   | 83      | -       | 23      | -      |
| Roms       |         |         | 2 272   | 0,9 %   | 3 423   | 1,6 %  |
| Ukrainiens | 5       | -       | 1 279   | 0,5 %   | 1 083   | 0,5 %  |
| Total      | 184 038 | 100,0 % | 256 492 | 100,0 % | 213 083 | 100,0% |

## Histoire

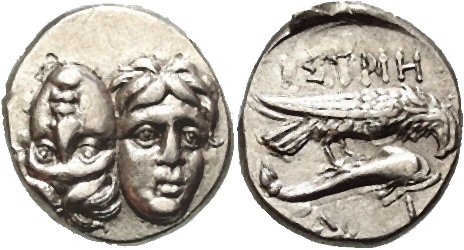
Monnaies grecques d'Histria trouvées à Tulcea.

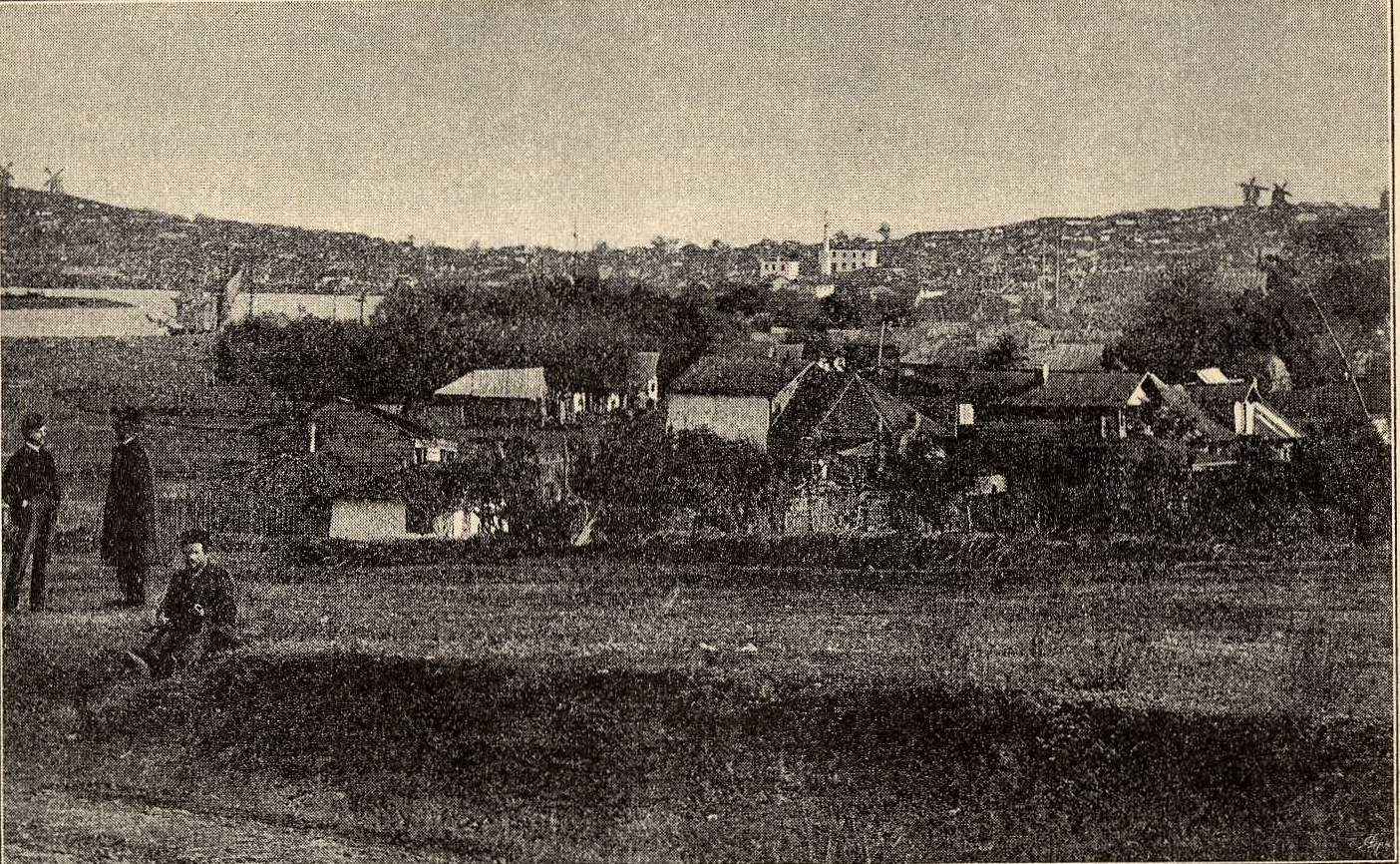
Tulcea en 1896.

La présence humaine dans le județ de Tulcea est attestée depuis le néolithique. La région est peuplée dans l’Antiquité par les tribus Daces ou Gètes faisant partie de l’ensemble thrace. Les navigateurs grecs découvrent le pays vers la fin du VIIe siècle av. J.-C., et Hérodote le décrit avec force détails : à l'époque, les limans (Iancina/Rasim ou Razelm, Galazu ou Golovița, Fidilimanu ou Zmeica et Albastru ou Sinoe) n'étaient encore que des golfes (Argamos, Halmyris, Histrios) où les Ioniens ouvrent des comptoirs qui commercent avec les Gètes, les Thraces et les Scythes locaux. Ces comptoirs forment une confédération et recherchent des alliances pour échapper à la tutelle perse puis macédonienne. Ils s'allient ainsi avec le royaume du Pont de Mithridate. À l'époque, le climat était ici plus méditerranéen qu'aujourd'hui, car les Histriotes possédaient des forêts de pins maritimes, qui ne poussent plus aujourd'hui. Pour une courte période, l'actuel județ de Tulcea passe sous le contrôle du royaume des Daces (voir Dacie) au Ier siècle av. J.-C.. Ensuite il est intégré dans l'Empire romain où constitue la limite nord de la province romaine de Mésie (puis de Scythie mineure) durant sept siècles (en comptant l'Empire romain d'Orient qui, lui, ne s'effondre pas). À cette époque, la population est latinisée et hellénisée. Les Romains élèvent des cités telles Noviodunum ou agrandissent les ports grecs tels Aegyssos (l'actuelle Tulcea).
Lors des invasions "barbares", l'actuel județ de Tulcea passe successivement sous le contrôle des Slavons et des Bulgares au VIIe siècle, puis des Russes et des Petchénègues turcophones au IXe siècle, mais les cités grecques des limans  (Argamos, Halmyris) et les bouches du Danube, protégées par la flotte impériale, demeurent sous le contrôle de l'Empire romain d'Orient (ou Empire byzantin). Le massif du Măcin et delta du Danube deviennent alors un refuge pour les populations hellénophones et latinophones des alentours, qui formeront le peuple dicien dont la capitale est Vicina. Comme il y a des ruines de cette époque sous plusieurs villes actuelles dont Tulcea (l'antique Aegyssos) et Isaccea, on ne sait pas laquelle de ces cités était Vicina.
Intégré au Premier État bulgare de 681 à 919, l'actuel județ de Tulcea redevient romain (byzantin) de 920 à 1186, puis fait partie du deuxième royaume bulgare, alors appelé Regnum Bulgarorum et Valachorum, fondé à cheval sur le bas-Danube par les rois de la dynastie valaque Assen. En 1205, le pape Innocent III dans une correspondance avec le roi Caloian (Kaloyan, roi des bulgares) (1197-1207) le qualifie de rex Bulgarorum et Blachorum (roi des Bulgares et des Valaques) tant ces deux ethnies, ainsi que celle des Coumans, étaient alors mélangées dans le bassin du Bas-Danube. Entre 1224 et 1352, la puissance des Tatars de la Horde d'or s'impose, puis décline, et un despotat bulgaro-gréco-roumain apparaît dans le l'actuel județ de Tulcea, gouverné par le prince Demetrios, avec la capitale à Vicina. Menacé par les Tatars au nord et par les Turcs au sud, Demetrios se met sous la protection de la Valachie ; Hyacinthe, évêque de Vicina, devient le premier métropolite de Valachie.
Entre le XIIe siècle et le XIVe siècle, les commerçants italiens de Gênes établissent des comptoirs dans la région: Caladda (aujourd'hui Galați), Licostomo (aujourd'hui Periprava près de Chilia Veche) et Eraclea (aujourd'hui ruinée, près de Babadag). Le voïvode de Valachie Mircea l'Ancien les chasse de l'actuel județ de Tulcea, mais finalement la Valachie est évincée au XVe siècle par l'Empire ottoman, qui reste maître du pays durant plus de quatre siècles, jusqu'en 1878, lorsqu'il est rattaché à la Roumanie. Durant la période ottomane, l'actuel județ de Tulcea dépendait du pachalik de Silistra (Özi Eyaleti, province turque) tandis que ses habitants chrétiens relevaient de l’exarchat du Proïlavon ayant pour siège Brăila et incluant les territoires ottomans à majorité chrétienne entre Varna et le liman du Dniestr.
Le județ de Tulcea a été formé lorsque la Dobrogée a été rattachée à la Roumanie en 1878. De 1916 à 1918, il a été sous occupation bulgare, la Roumanie étant alors alliée de la France et de la Grande-Bretagne, tandis que la Bulgarie, qui revendiquait aussi la Dobrogée, s'était jointe aux puissances centrales (Allemagne, Autriche-Hongrie, Turquie). Le județ de Tulcea fut une subdivision administrative de la Principauté de Roumanie de 1878 à 1881, du royaume de Roumanie de 1881 à 1948, puis de la République « populaire » roumaine de 1949 à 1952. Entre 1952 et 1975 le județ cessa d'exister, le régime communiste ayant remplacé les județe par des régions plus grandes. En 1975, le județ est rétabli par la République socialiste de Roumanie (1968 à 1989), et c'est, depuis 1990, une subdivision territoriale de la Roumanie.
Comme toute la Roumanie, le territoire du județ de Tulcea a subi les régimes dictatoriaux carliste, fasciste et communiste de février 1938 à décembre 1989, mais connaît à nouveau la démocratie depuis 1990. Entre 1395 et 1422, lorsque son territoire appartint à la principauté de Valachie, il était gouverné par un jude (à la fois préfet et juge suprême) nommé par les hospodars de Valachie, puis, sous le royaume de Roumanie, par un prefect choisi par le premier ministre et nommé par le roi jusqu'en 1947, puis, pendant la dictature communiste, par le secrétaire général județean (départemental) de la section locale du Parti communiste roumain, choisi par le Comité central, et enfin, depuis 1990, à nouveau par un prefect assisté d'un président du conseil județean (départemental) élu par les conseillers, eux-mêmes élus par les électeurs.

En violet transparent la Réserve de biosphère du delta du Danube (à cheval sur la Roumanie et l'Ukraine).

En 1948, alors que la Roumanie communiste et l'URSS étaient pourtant alliées, cette dernière enleva au județ de Tulcea six îles (les deux Daleru, Coasta-dracului, Maican, Limba le long du bras de Chilia et des Serpents et mer Noire) que l'Ukraine hérita en 1991 et que la Roumanie revendiqua vainement de 1990 à 1997.

## Patrimoine
Les musées du județ de Tulcea, ses sites archéologiques (par exemple Argamum, Noviodunum ou Troesmis) et ses monastères du massif du Măcin constituent un riche patrimoine historique et culturel auquel s'ajoutent les traditions populaires de ses divers habitants ; par ailleurs le județ abrite plusieurs aires protégées, le Parc national des Monts du Măcin et la plus vaste des réserves naturelles de Roumanie : la réserve de biosphère du delta du Danube, qui protège un patrimoine naturel particulièrement diversifié.

## Politique
| Parti | Parti                           | Sièges |
| ----- | ------------------------------- | ------ |
|       | Parti national libéral (PNL)    | 13     |
|       | Parti social-démocrate (PSD)    | 12     |
|       | Pro Romania (PRO)               | 3      |
|       | Parti Mouvement populaire (PMP) | 2      |